# Massacre au camp d'été 3
Série Massacre au camp d'été
Massacre au camp d'été 2
(1988) Blood Camp
(2008)
Pour plus de détails, voir Fiche technique et Distribution.
Massacre au camp d'été 3 (Sleepaway Camp III: Teenage Wasteland) est un film d’horreur américain réalisé par Michael A. Simpson, sorti en 1989.
C'est le troisième opus de la série des Massacre au camp d'été. Il s'agit du dernier volet de la trilogie originale. Un quatrième film devait être produit mais fut annulé en pleine production. Néanmoins, à la suite de l'utilisation d'images d'archives, ce quatrième volet est sorti en 2012 sous le titre Sleepaway Camp 4: The Survivor.
Entre-temps, un quatrième volet officiel, intitulé Blood Camp, est sorti en 2008 et se place comme une suite directe au premier film, ignorant les autres suites.

## Synopsis
Quelques années après les événements du deuxième opus, Angela Baker prend l'identité d'une jeune adolescente venant d'un milieu pauvre pour se rendre au camp "New Horizons". Ce camp est d'ailleurs l'ancien camp Rolling Hills qui est désormais à un vieux couple de moniteurs qui a décidé de faire venir de toute l'Amérique des adolescents de milieux pauvres et riches... Angela va bien sûr "punir" les méchants campeurs...

## Fiche technique
- Titre : Massacre au camp d'été 3
- Titre original : Sleepaway Camp III: Teenage Wasteland
- Titre anglophone alternatif : Nightmare Vacation 3
- Réalisation : Michael A. Simpson
- Scénario : Fritz Gordon et Robert Hiltzik (personnages)
- Production : Jerry Silva et Michael A. Simpson
- Cinématographie : Bill Mills
- Éditeur : John David Allen et Amy Carey
- Studio de production : Double Helix Films
- Pays de production : États-Unis
- Genre : Horreur/comédie
- Durée : 80 minutes
- Date de sortie : 
  - États-Unis : 15 décembre 1989

## Distribution
- Pamela Springsteen : Angela Baker
- Michael J. Pollard
- Tracy Griffith
- Mark Oliver
- Daryl Wilcher
- Kim Wall
- Sandra Dorsey
- Haynes Brook
- Jill Terashita : Arab